# Dobromir (Serbia)
Dobromir (cyr. Добромир) – wieś w Serbii, w okręgu rasińskim, w mieście Kruševac. W 2011 roku liczyła 141 mieszkańców.